# Экономика чемпионата мира по футболу 2010
Чемпионат мира по футболу 2010 прошёл в Южно-Африканской Республике. ЮАР потратила на проведение первенства 3,5 млрд. долларов США. По окончании турнира республика заработала около 5 млрд. долларов США. Для чемпионата мира было подготовлено 10 стадионов в 9 городах ЮАР. Международная федерация футбола (ФИФА) заработала 2,4 млрд. долларов.

## Подготовка

Стадион «Нельсон Мандела Бэй» построен за 56 млн. евро

В 2004 году право на проведения чемпионата мира 2010 получила Южно-Африканская Республика. В том же году компания Grant Thornton International спрогнозировала, что затраты на спортивные сооружения и инфраструктуру составят 300 млн. долларов США. В итоге на чемпионат мира было потрачено 3,5 млрд. долларов. На стадионы было истрачено 1,12 млрд. долларов, на транспорт — 1,2 млрд долларов, реконструкцию аэропортов и вокзалов — 200 млн. долларов, затраты на организационный комитет составили 428 млн. долларов. Было создано 120 тысяч новых рабочих мест, по другим данным 1,3 млн. новых рабочих мест.
Для чемпионата мира было подготовлено 10 стадионов в 9 городах ЮАР. На строительство стадиона «Мозес Мабида» было потрачено 170 млн. евро. «Нельсон Мандела Бэй» возведён за 56 млн. евро.

## Прибыль
В 2004 году компания Grant Thornton International спрогнозировала, что доход от чемпионата мира составит для ЮАР 2,9 млрд. долларов. Экономика ЮАР после чемпионата мира увеличилась на 38 млрд. рандов (5 млрд. долларов США). Доходы ФИФА от продаж телевизионных прав составили 1,1 млрд. долларов США. Доходы от спонсоров также составили 1,1 млрд. долларов. Общий доход составил 2,4 млрд. долларов. На предыдущем чемпионате мира 2006 ФИФА заработала 3,2 млрд. долларов.
Туристическая компания Tui Travel указывает, что 10 тысяч туров, стоимостью 2500-5000 фунтов стерлингов были быстро проданы в Великобритании. Компания Thomas Cook Group продала все свои туры за год до начала мундиаля. Авиаперевозчики ввели дополнительные рейсы и снизили цены на время проведения чемпионата мира. Британские букмекерские конторы ожидали получить прибыль в размере 1 млрд. фунтов. За время проведения чемпионата было куплено 2 млн. бутылок пива и 400 тысяч хот-догов.
Финальный матч посмотрели 800 млн. человек, его транслировали 250 телеканалов на 204 страны мира. В течение проведения чемпионата мира 2010 экономика США потеряла 121,7 млн. долларов, так как 21 млн. американцев смотрели мундиаль 10 минут в день в течение рабочего дня.

## Призовые
На чемпионате мира 2010 сумма призовых составила 420 миллионов долларов США. По предварительной информации, размещённой до начала чемпионата, каждая сборная, участвовавшая только в групповом турнире, получит по 8 млн долларов. Те, кто смогут преодолеть групповой этап, получат по 9 млн долларов. Те, кто выйдут в четвертьфинал, получают по 18 млн. Полуфиналисты получат по 20 млн долларов, финалисты — 24 млн долларов. Победитель турнира получит 30 миллионов долларов. 40 миллионов долларов были выделены в качестве компенсации футбольным клубам, чьи игроки принимают участие в мундиале.

## Спонсоры и партнёры
Официальными спонсорами турнира стали — Anheuser-Busch InBev (производитель пива Budweiser), Кока-Кола, McDonald’s, Sony и Hyundai Motor. После чемпионата мира 2010 спонсоры отмечали увеличением своих прибылей. Объём продаж пива Budweiser во втором квартале 2010 года увеличился на 18,6 % по сравнению с продажами второго квартала 2009 года. Автопроизводитель Hyundai Motor отмечал прибыль в 20 млн. долларов США. Кока-Кола увеличила продажи на 14 %, McDonald’s - на 5,5 %. Уровень привлекательности брендов, которые были спонсорами чемпионата мира вырос на 55 %.